# Вязигін Андрій Сергійович
Вязигін, Андрій Сергійович (15.10.1867 хутір Федорівка — 24.09.1919, Орел) — громадський діяч Харківщини, російський націоналіст, історик.

## Життєпис
Походив зі служилого слобідського дворянства. Закінчив історико-філологічний факультет Харківського університету, спеціалізувався на середньовічній історії.
Брав активну участь у політичному житті як монархіст та чорносотенець, був засновником та редактором видання «Мирний труд» та харківського відділення «Російських Зборів». Обирався від Харківської губернії до ІІІ Державної думи Російської імперії та неодноразово — до міської думи. З 1912 року відійшов від політичного життя, зосередившись на викладанні.
На початку квітня Андрій Вязигін був заарештований харківською ЧК як заручник, з іншими представниками харківської інтелігенції. Заручників було вивезено в Суми, а потім в Орел. Там Андрій Вязигін був розстріляний, разом з іншими заручниками.